# Могильовхімволокно
ВАТ «Могильовхімволокно» — підприємство хімічної промисловості в Могильові (Білорусь).
Це — найбільший у Європі комплекс з виготовлення поліефірних волокон та ниток.
Підприємство було засноване 1968 року в БРСР.
Особливістю ВАТ «Могильовхімволокно» є об'єднання в єдиний промисловий комплекс низки виробництв, пов'язаних єдиним технологічним циклом — від отримання вихідної сировини до випуску кінцевої готової продукції.
Продукція включає в себе:
- диметилтерефталат;
- поліетилентерефталат;
- поліефірне волокно і джгут;
- поліефірні технічні та текстильні нитки;
- віскозні текстильні нитки;
- поліпропіленова харчова пакувальна плівка.

На прес-конференції, що відбулася в Мінську 31 липня 2006 року було оголошено про намір вкласти найближчим часом 800 млн. євро в модернізацію підприємства.